# Пісня про Бондарівну

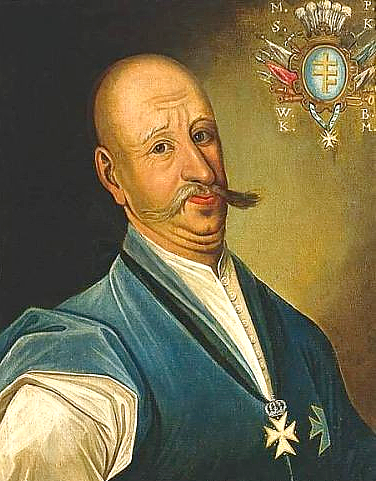
Микола Василій Потоцький

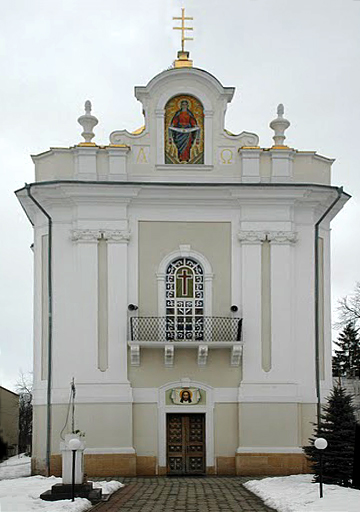
Церква Успіння Пресвятої Діви Марії (Городенка) — «покута» Потоцького за вбивство Бондарівни

«Пі́сня про Бондарі́вну» — історична українська народна пісня-балада, у якій відображено події середини 18 століття за участю магната Миколи Василя Потоцького (у тексті пісні — пан Каньо́вський). Відома в більш ніж 30-ти варіантах, які відрізняються переважно місцем дії (Богуслав, Кам'янець-Подільський, Луцьк, Городенка, Бучач, Гусятин).

## Текст пісні[2]
| У містечку Богуславку Каньовського пана, Там гуляла Бондарівна, Як пишная пава. Ой, в містечку Богуславку Сидить дівок купка, Межі ними Бондарівна, Як сива голубка. Прийшов до них пан Каньовський Тай шапоньку ізняв, Обійняв він Бондарівну Тай поцілував. «Ой, не годен пан Каньовський, Мене цілувати, Тільки годен, пан Каньовський, Мене роззувати». Ой шепнули люди добрі Бондарівні тихо: «Тікай, тікай, Бондарівно, - Буде тобі лихо!». Ой, тікала Бондарівна З високого мосту, Сама ж вона хорошая, Високого зросту. Ой, тікала Бондарівна Помежи домами, А за нею два жовніри З голими шаблями. А на тій Бондарівні Червонії стрічки, - Куди вели Бондарівну - Скрізь криваві річки. А на тій Бондарівні Червона спідниця, - Де стояла Бондарівна - Кривава криниця. Ой повели Бондарівну Помежи крамниці. Прицілився пан Каньовський З срібної рушниці: «Ой, чи хочеш, Бондарівно, Ізо мною жити? А чи волиш, Бондарівно, В сирій землі гнити?» «Ой, волю я, пан Каньовський, В сирій землі гнити, Ніж з тобою по неволі На цім світі жити». Ой, як тільки Бондарівна Та цеє сказала, Ой, вистрелив пан Каньовський - Бондарівна впала. «Ой, ідіте до Бондаря, Дайте батьку знати, Нехай іде свою дочку На смерть наряжати». Ой, посунув пан Каньовський По столу таляри: «Оце ж тобі, старий Бондар, За личко рум'яне. Ой, на ж тобі, старий Бондар, Таляриків бочку - Оце ж тобі, старий Бондар, За хорошу дочку». Ой, вдарився старий Бондар В стіну головою: «Дочко ж моя, Бондарівно, Пропав я з тобою!» Ой, поклали Бондарівну На тесову лавку, Доки сказав пан Каньовський Викопати ямку. Лежить, лежить Бондарівна Сутки ше й годину, Поки сказав пан Каньовський Зробить домовину. Ой, вдарили усі дзвони Музики заграли, А вже дівку Бондарівну Навіки сховали. |

## У фольклорі інших народів, літературі та мистецтві

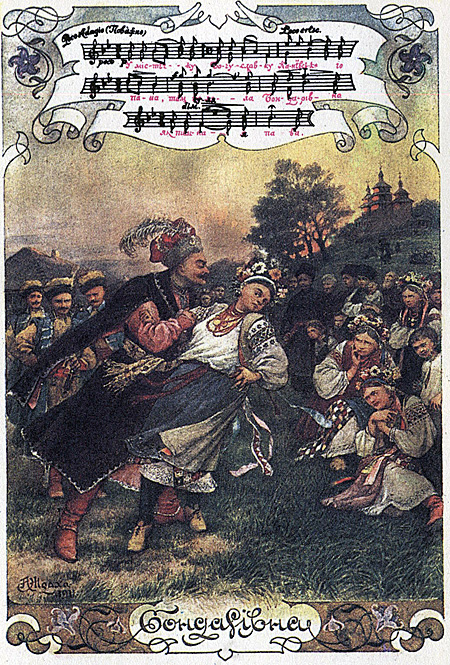
Бондарівна. Листівка Амвросія Ждахи.

Пісня відома також у фольклорі інших народів історичної Речі Посполитої — поляків та білорусів. Білоруський варіант «Пісні про Бондарівну» покладено в основу поеми Янки Купали біл. «Бандароўна».
В останні роки життя Леся Українка збиралася написати драму на сюжет пісні, про що згадував у спогадах її чоловік. Зберігся план твору, орієнтовно датований 1907—1910 роками.
«Пісня про Бондарівну» надихала багатьох українських митців. Микола Лисенко зробив її обробку. Іван Карпенко-Карий написав на сюжет балади драму «Бондарівна». А Михайло Вериківський створив перший український балет «Пан Каньовський».